# WesBank V8 Supercars
De WesBank V8 Supercars is een tourwagenkampioenschap in Zuid-Afrika. Dit kampioenschap is te vergelijken met de Dutch Supercar Challenge. WesBank is de naamgevende sponsor. Sinds 1983 wordt dit kampioenschap georganiseerd. Er wordt alleen op nationale circuits gereden.

## Geschiedenis
In 1983 sloten de SAMCAR en WesBank een contract waarmee de WesBank V8 Supercars geboren werden. In het begin waren er vier klassen: A (5.8 Liter motor), B (4 Liter motor), C (2.5 Liter motor) en D (1.8 Liter motor). Het werd snel populair in Zuid-Afrika. Hierdoor kwamen ook grote automerken naar dit kampioenschap zoals Audi en BMW. Deze twee automerken kwamen beide met een eigen fabrieksteam in dit kampioenschap. 1993 was het jaar dat het klasse systeem werd afgeschaft en alleen auto's met een vermogen van 500pk tot 550pk mochten meedoen. Deze groep auto's werd in gesplitst in GT1 en GT2. Bij GT1 is brandstof injectie toegestaan, bij GT2 niet. Hierdoor werden de grote Amerikaanse automerken aangetrokken zoals Chevrolet en Corvette. Momenteel is dit kampioenschap het grootste kampioenschap met Amerikaanse V8 motoren buiten de VS.

## De auto
De auto moet een vermogen hebben tussen de 500 en 550pk. Hij moet kunnen optrekken van 0 tot 100km/u in 3.1 seconden. De auto moet kunnen remmen van 120 tot 0km/u in 40 meter. De topsnelheid van de auto's is 300km/u. De auto's mogen meedoen als er wereldwijd meer dan 1000 van worden geproduceerd. Cabrio's mogen niet meedoen. Het basisgewicht voor een auto in deze klasse is 1150kg.

## Kampioenen
| Jaar | Coureur             |
| ---- | ------------------- |
| 2007 | Hennie Groenewald   |
| 2006 | Hennie Groenewald   |
| 2005 | Grant van Schalkwyk |
| 2004 | Johan Fourie        |
| 2003 | Grant van Schalkwyk |
| 2002 | Johan Fourie        |
| 2001 | Sarel van der Merwe |